# Melanotaenia irianjaya
Melanotaenia irianjaya is een straalvinnige vissensoort uit de familie van de regenboogvissen (Melanotaeniidae). De wetenschappelijke naam van de soort is voor het eerst geldig gepubliceerd in 1985 door Allen.